# Джон Мак-Тірнан
Джон Мак-Тірнан (англ. John McTiernan; нар. 8 січня 1951, Олбані, штат Нью-Йорк, США) — американський режисер та продюсер.

## Біографія
Джон Мак-Тірнан народився 8 січня 1951 року в Олбані штат Нью-Йорк, в родині відомого оперного співака. Стати режисером чи актором Джон мріяв з дитинства, тому, закінчивши школу, відразу ж вступає на факультет кінознавства в Нью-Йоркський Університет. Після закінчення університету кілька років займається створенням рекламних роликів. У великому кіно МакТірнан дебютує у віці 35 років з фільмом «Кочівники» 1986 року, головну роль у якому зіграв Пірс Броснан. Картина оповідає про французького антрополога, який приїжджає в Лос-Анджелес, де його переслідує злий дух зниклого племені, останки якого він знайшов. Фільм був добре прийнятий на міжнародному кінофестивалі в Каннах і привернув до себе увагу з боку продюсерів.
Увага з боку сильних світу кінематографа дозволяє режисерові попрацювати над фільмом «Хижак», з Арнольдом Шварценеггером у головній ролі. Фільм вийшов на екрани в 1987 році й зібрав близько 60 мільйонів доларів в американському кінопрокаті, при бюджеті всього 15 мільйонів. Завдяки комерційному успіху «Хижака», кінокомпанія «20th Century Fox» довіряє режисеру роботу і над фільмом «Міцний горішок». На сьогодні фільм, що приніс популярність Брюсу Віллісу, вважається еталоном кінематографа вісімдесятих років, і одним з найкращих, бойовиком за всю історію кінематографа. Фільм, зібравши в прокаті понад 80 мільйонів доларів, остаточно закріплює за МакТірнаном статус «комерційного режисера». Комерційно успішною виходить і наступна робота режисера — «Полювання за Червоним Жовтнем» (1990).
Череда успіхів переривається в 1992 році з виходом на екрани пригодницького фільму «Знахар». Врятувати стрічку від провалу не вдається навіть популярному в той час Шону Коннері, який написав до неї сценарій. Не окуповує свій бюджет і, фантастична кінокомедія, що вийшла роком пізніше, за участю Арнольда Шварценеггера «Останній кіногерой».
Реабілітуватися за свої помилки перед продюсерами й глядачами режисер все ж зумів у фільмах «Афера Томаса Крауна» і «Тринадцятий воїн» 1999 року. Обидва фільми збирають в прокаті хорошу касу, попри прохолодні відгуки кінокритиків. За наступні 10 років режисер випустив всього дві картини «Роллербол» 2002 року і «База «Клейтон»» 2003 року. Обидві режисерські роботи провалюються в прокаті, так і не окупивши свого бюджету.
У 2007 році МакТірнан був звинувачений у наданні неправдивих свідчень ФБР у справі про прослуховування телефонів приватним детективом Ентоні Пеллікано. Стало відомо, що режисер наймав Пеллікано в 1997 році прослуховувати телефон його колишньої дружини Донни Дубрової, щоб отримати відомості у зв'язку з майбутнім процесом розлучення. У 2002 році режисер найняв Пеллікано прослуховувати телефон продюсера Чарльза Ровена. Мак-Тірнан був засуджений до чотиримісячного ув'язнення в тюрмі, яке він почав відбувати в січні 2008 року. Також він заплатив 100 тисяч доларів судових витрат, і йому дали трирічний випробувальний термін.
Мак-Тірнан був переданий до федеральної в'язниці 3 квітня 2013 року для відбування 12-місячного покарання у Федеральному тюремному таборі в Янктоні, штат Південна Дакота, колишньому студентському містечку з мінімальним рівнем безпеки, де утримується близько 800 ув'язнених чоловічої статі, більшість з яких — білокомірцеві злочинці. Перебуваючи у в'язниці, МакТірнан встиг написати можливе продовження «Афери Томаса Крауна» під робочою назвою «Томас Краун і зникла левиця». Він був звільнений з в'язниці 25 лютого 2014 року, після 328 днів ув'язнення, для відбування решти 12-місячного тюремного ув'язнення під домашнім арештом на своєму ранчо у Вайомінгу до 3 квітня 2014 року.

## Фільмографія
| Рік  |    | Українська назва                    | Оригінальна назва             | Роль                |
| ---- | -- | ----------------------------------- | ----------------------------- | ------------------- |
| 1986 | ф  | Кочівники                           | Nomads                        | режисер, сценарист  |
| 1987 | ф  | Хижак                               | Predator                      | режисер             |
| 1988 | ф  | Міцний горішок                      | Die Hard                      | режисер             |
| 1990 | ф  | Полювання за «Червоним Жовтнем»     | The Hunt for Red October      | режисер             |
| 1991 | ф  | Робін Гуд: Принц злодіїв            | Robin Hood: Prince of Thieves | виконавчий продюсер |
| 1992 | ф  | Знахар                              | Medicine Man                  | режисер             |
| 1993 | ф  | Останній кіногерой                  | Last Action Hero              | режисер, продюсер   |
| 1995 | ф  | Міцний Горішок 3: Помирати з піснею | Die Hard: With a Vengeance    | режисер, продюсер   |
| 1996 | ф  | Аманда                              | Amanda                        | продюсер            |
| 1996 | тф | Право не відповідати на запитання   | The Right to Remain Silent    | продюсер            |
| 1997 | тф | Автострада                          | Quicksilver Highway           | виконавчий продюсер |
| 1999 | ф  | Тринадцятий воїн                    | The 13th Warrior              | режисер, продюсер   |
| 1999 | ф  | Афера Томаса Крауна                 | The Thomas Crown Affair       | режисер             |
| 2002 | ф  | Роллербол                           | Rollerball                    | режисер, продюсер   |
| 2003 | ф  | База «Клейтон»                      | Basic                         | режисер             |